# Poebrodon
Genre
Poebrodon est un genre fossile d’herbivores terrestres de la famille des Camelidae, endémique de l’Amérique du Nord qui a vécu lors de l'Éocène (étage Lutétien) entre −47,8 et −41,2 Ma.

## Taxonomie
Poebrodon a été nommé par Gazin en 1955. Il a été assigné aux Camelidae par Gazin en 1955 et Carroll en 1988.

## Morphologie
Mendoza, Janis et Palmqvist ont étudié deux spécimens pour évaluer leur poids. Ils ont estimé des poids de 2 485 kg pour l’un et 1 670 pour l’autre.

## Distribution des fossiles
Des fossiles de Poebrodon ont été retrouvés en Utah, au Wyoming et au Sud de la Californie aux États-Unis.

## Liste desespèces
- Poebrodon californicus Golz, 1976[4] ;
- Poebrodon kayi Gazin, 1955[2].